# Арибо I
Арибо I (нем. Aribo I.; умер 13 февраля 1000) — граф в Химгау и Леобенгау, пфальцграф Баварии с 985 года.
Из рода Арибонидов, наследственные владения которых располагались в Нижнем Зальцбурггау, внутреннем Изенгау, в Каринтии и Штирии.
Арибо I — сын или внук графа Хадалхоха им Изенгау (ум. 951/953). Зять пфальцграфа Хартвига I (ум. 985) — был женат на его дочери Адале. Родственник короля Генриха II.
Арибо впервые упоминается в документе 958 года. Там он указан как вассал зальцбургского епископа Фридриха I.
Арибо получил лёны в графстве Леобен, в Хенгистгау и Кроатенгау, а в 985 году наследовал тестю в качестве пфальцграфа Баварии.
В 994 году основал в Химгау монастырь Зеон, небесным патроном которого был святой Ламберт Льежский.
В 1000 году упоминается как фогт зальцбургского епископа в Лаваннтале.
Незадолго до своей смерти граф Арибо и его жена основали монастырь Гёсс, аббатиссой которого стала их дочь Кунигунда.
Дети:
- Хартвиг II  (ок. 985 — 24 декабря 1027), пфальцграф Баварии.
- Арибо (ок. 990 — 6 апреля 1031), архиепископ Майнца с 1021.
- Кадалох (ум. ок. 1030), граф в Изенгау.
- Вихбурга, умерла в детстве.
- Вихбурга, аббатисса в Альтмюнстере в Майнце.
- Хильдбурга; муж — Арнольд I фон Вельс-Ламбах.
- Кунигунда, аббатисса в Гёссе.